# Кызылорда
Кызылорда́ (каз. Қызылорда / Qyzylordaо файле; до 1867 года Ак-Мечеть (каз. Ақ-Мешіт), в 1867—1922 годах Перо́вск, в 1922—1925 годах Ак-Мечеть, в 1925—1997 годах Кзыл-Орда) — город в Казахстане, административный центр Кызылординской области.
Население 315 550 человека, с примыкающим посёлками и сёлами на территории, подчинённой городскому акимату проживает 354 793 человека (2023).
Город основан в 1820 году как крепость Кокандского ханства Ак-Мечеть, по другим данным, в 1817 году как укрепление Акмечеть Кокандского ханства на месте поселения Камыскала. Расположен по обоим берегам реки Сырдарьи, в 830 км к юго-западу от столицы Казахстана города Астаны. Железнодорожная станция, аэропорт. Акимату города подчинены посёлки Тасбогет, Белколь и Кызылжарма.
В 1925—1927 годах ― столица Казакской АССР в составе РСФСР.

## Название
Со времён основания кокандцами в 1820 году и до взятия русскими войсками во главе с генералами Перовским и Хрулёвым в 1852 году форт назывался Ак-Мечетью (каз. Ақ-Мешіт).
В августе 1853 года переименован — по фамилии генерала В. А. Перовского — в форт Перовск, с 1862 года имел наименование форт Перовский, а с приобретением статуса города назывался Перовском.
С 1922 по 1925 год город официально носил первоначальное название Ак-Мечеть.
С 24 июля 1925 года он официально именовался Кзыл-Ордой, что означает «Красная столица». Переименование связано с переносом столицы Казахской автономной республики в составе РСФСР из Оренбурга.
17 июня 1997 года указом Президента Казахстана транскрипция названия города на русском языке изменена с Кзыл-Орды на Кызылорду, что соответствует транскрипции с казахского языка и дословному переводу.

## История

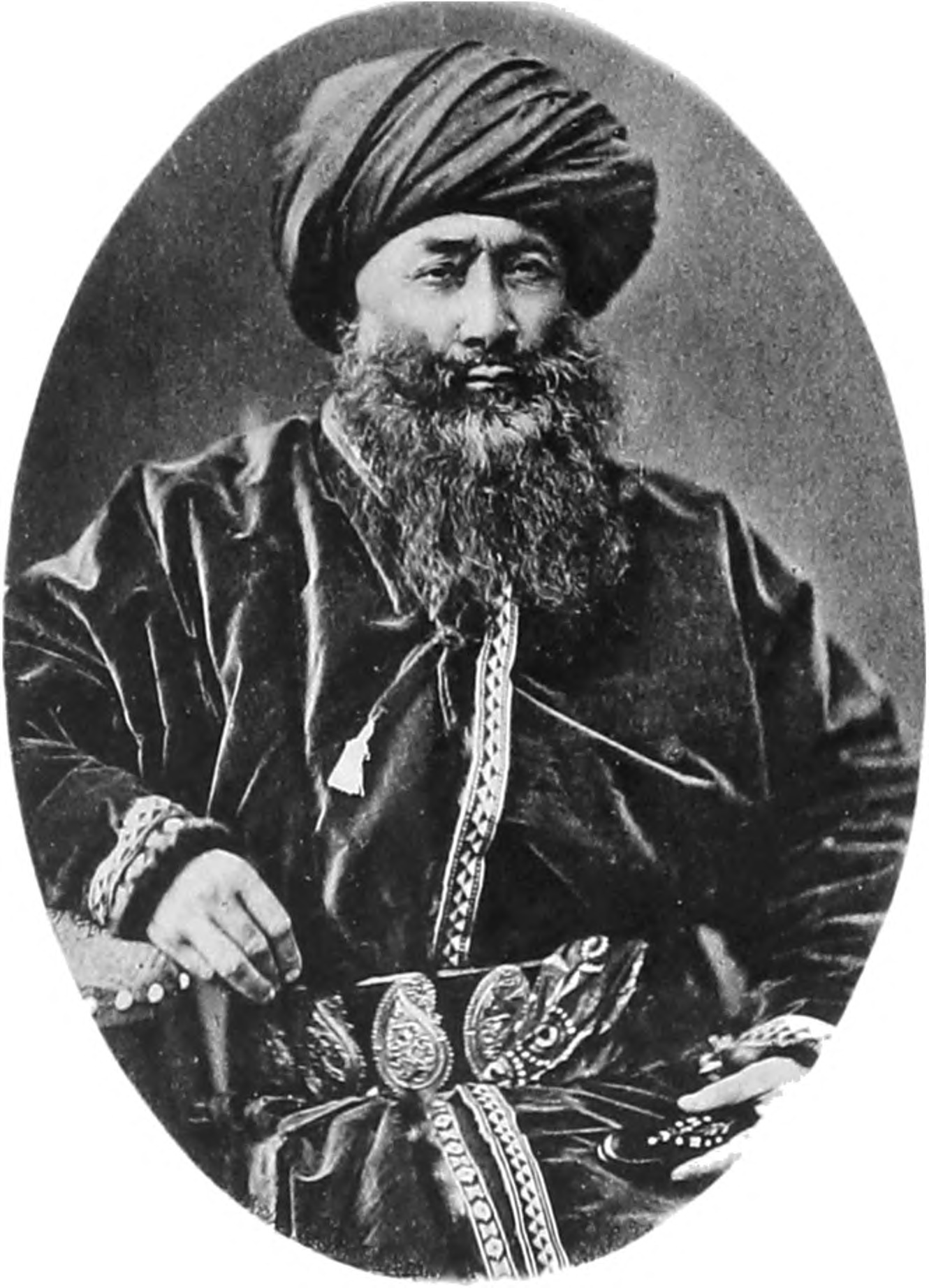
Жакыпбек (Якуббек), портрет из одноимённой книги Н. Веселовского

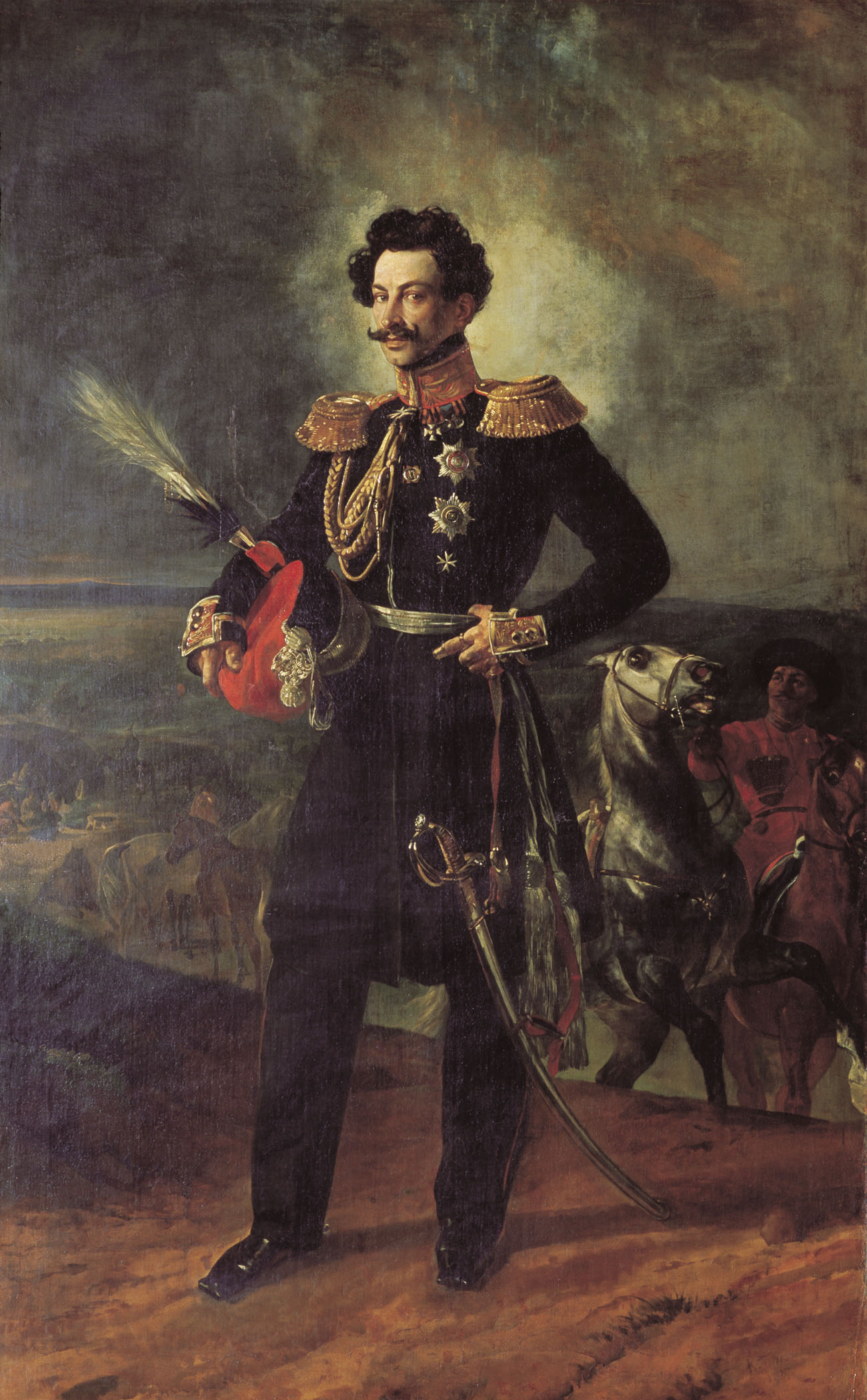
Карл Брюллов. «Портрет генерал-адъютанта графа Василия Алексеевича Перовского», 1837 год

Основан кокандцами в 1820 году в Кокандском ханстве.
С 1867 года уездный город Перовск Сырдарьинской области, центр уезда. Были открыты начальные школы, начали работать кирпичный завод, ветряные мельницы, мастерские, лавки.
После сдачи в эксплуатацию железной дороги Оренбург — Ташкент в 1905 году в городе построены здания вокзала и депо.
30 октября 1917 года в Перовске была установлена власть советов.
С 1924 уездный город Сырдарьинской губернии Киргизской (с 1925 Казакской АССР).
В 1925 году сюда была перенесена столица Казакской автономной республики в составе РСФСР, позже постановлением ЦИК Союза ССР от 24 июля 1925 года город Ак-Мечеть был переименован в Кзыл-Орду, 28 августа 1925 года в станцию Кзыл-Орда переименовали станцию Перовск Ташкентской железной дороги. В 1927 году постановлением Президиума ЦИК Казакской АССР столица была перенесена из Кзыл-Орды в Алма-Ату, но фактически переезд столицы произошёл только в 1929 году.
В 1930—1940-е годы численность населения региона и города значительно возросла за счёт переселенцев из других частей СССР: политические ссыльные, депортированные поляки из Западной Украины и Белорусской ССР, немцы, корейцы из Приморья, народы Крыма и Северного Кавказа, эвакуанты из захваченных Германией регионов.

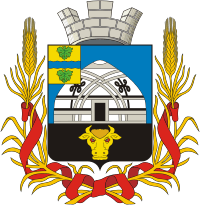
Герб Перовска, утверждённый в 1909 году

В 1960—1970-е годы вместе с целлюлозно-картонным, механическим, рисовым заводами и обувной фабрикой возникли такие жилые массивы, как посёлки Гагарина, Титова. В эти же годы был создан трест «Главриссовхозстрой». В 1980—1990-х годах на нынешних проспекте Абая, улицах А. Токмагамбетова, Желтоксан появились красивые здания и жилые дома. Построенные в те годы микрорайоны Акмечеть, Мерей, административное здание фирмы «Южказнефтегаз», диагностический центр, большой больничный комплекс ещё больше украсили город.
17 июня 1997 года указом Президента Казахстана транскрипция названия города изменена с Кзыл-Орды на Кызылорду, а название области— с Кзыл-Ординской на Кызылординскую.
Во второй половине 1990-х годов отремонтированы городские коммуникации, дороги, ряд жилых домов; разбиты новые скверы.
21 декабря 2018 года стрелки часов в Кызылорде перевели на 1 час назад. Теперь как город, так и область расположены в часовом поясе UTC+5:00.

## Население
| 1923     | 1939     | 1959    | 1970     | 1979     | 1989     | 1999     |
| -------- | -------- | ------- | -------- | -------- | -------- | -------- |
| 8497     | ↗46 750  | ↗65 902 | ↗122 373 | ↗156 128 | ↘150 425 | ↗157 364 |
| 2009     | 2021     |         |          |          |          |          |
| ↗188 682 | ↗271 309 |         |          |          |          |          |

Население города в конце XIX века
По данным переписи 1897 года, в городе Перовске было 5058 жителей (3122 мужчины и 1936 женщин).
Распределение населения по родному языку в 1897 году: казахи — 44,6 %, русские — 13,7 %, сарты — 27,3 %, татары — 8,5 %.
В Перовском уезде в целом в 1897 году проживало 133 663 человека, распределение населения по родному языку было следующим[6]: казахи — 97,5 %, русские — 0,78 %, сарты — 1,08 %, татары — 0,38 %, а в Казалинском уезде в целом в 1897 году проживал 140 541 человек, распределение населения по родному языку было следующим[6]: казахи — 96,7 %, русские — 2 %, сарты — 0,34 %, татары — 0,46 %, таджики — 0,34 %.
С конца 1980-х годов происходила эмиграция неказахского населения города на свою историческую родину в Россию, Германию, Грецию, Израиль, Белоруссию, Украину, а также был отмечен приток казахского населения из сельских районов области и малых городов Приаралья.
Население города в настоящее время
По данным на январь 2015 года. Общее население составляет 268 908 человек, из них абсолютное большинство составляют казахи — 248 283 чел (92,33 %). Остальные: русские — 9980 чел. (3,71 %), корейцы — 6151 чел. (2,29 %), татары — 1260 чел. (0,47 %), чеченцы — 403 чел., украинцы — 218 чел., турки — 196 чел., греки — 105 чел., лакцы — 4 чел., прочие — 2000 чел.
На 1 октября 2022 года население города составляло 277 678 человек, в составе территории городского акимата проживали 348 370 человек.
Национальный состав (на начало 2021 года):
- казахи — 293 225 чел. (93,72 %);
- русские — 9465 чел. (3,03 %);
- корейцы — 6000 чел. (1,86 %);
- татары — 1186 чел. (0,38 %);
- узбеки — 1129 чел. (0,36 %);
- чеченцы — 385 чел. (0,12 %);
- турки — 208 чел. (0,07 %);
- украинцы — 171 чел. (0,05 %);
- киргизы — 150 чел. (0,05 %);
- башкиры — 112 чел. (0,04 %);
- азербайджанцы — 112 чел. (0,04 %);
- уйгуры — 106 чел. (0,03 %);
- греки — 93 чел. (0,03 %);
- другие — 704 чел. (0,23 %;
- всего — 312 861 чел. (100,00 %).

## Экономика
Важнейшие промышленные предприятия: целлюлозно-картонный завод (закрыт), комбинат строительных материалов, домостроительный комбинат, обувная, швейная и трикотажная фабрики (закрыты); пищевая промышленность.
С середины 1980-х в регионе активно развивается добыча нефти и газа: АО «Петроказахстан Кумколь Ресорсиз» (бывш. «Харрикейн Кумколь Мунай»), «Тургай Петролеум», ТОО "СП «Казгермунай», ТОО «Куатамлонмунай», НК «КОР», АО «СНПС-Ай Дан Мунай», ТОО «БИС» и другие. В октябре 2010 года завершилось строительство автомобильной дороги Кызылорда — Кумколь (Карагандинская область), длившееся с перерывами с 1989 года.

## Транспорт
В Кызылорде имеется железнодорожный вокзал. Также недалеко от города расположен международный Аэропорт имени «Коркыт Ата».
Стоимость проезда на общественном транспорте по состоянию на июль 2024 г. — 85 тенге.

## Культура
- Кызылординский областной музыкально-драматический театр им. Н. Бекежанова.
- Кызылординский областной историко-краеведческий музей.
- Городской дом культуры имени Аскара Токмагамбетова.
- В городе Кызылорде проводится велосипедный марафон в честь Ануара Абуталипова.

## Образование
- Кызылординский государственный университет имени Коркыт-Ата[18].
- Технический-гуманитарный институт «Акмечеть».
- Агротехнический колледж.
- Высший колледж им. Абылай-хана.
- Медицинский колледж.
- Педагогический колледж.
- Кызылординский музыкальный колледж имени Казангапа Тилепбергенулы.
- «Орда» колледж.
- Колледж им."Текей батыр Карпыкулы".
- Медицинский колледж «Оркениет».
- Медицинский колледж «Болашак».

## Достопримечательности
- Мечеть Айтбая, 1878 год.
- Свято-Казанский храм иконы Божией Матери, 1896 год.
- Здание железнодорожного вокзала 1905 года постройки.
- Кызылординский гидроузел (плотина), 1956 год.
- Памятник Коркыт-Ате.
- Мечеть «Акмечеть».
- Памятник Жалантосу батыру[19], эмиру Самарканда.
- Памятник Кобланды батыру.
- Памятник Бухарбай батыру.
- Памятник Батырхану Шукенову.

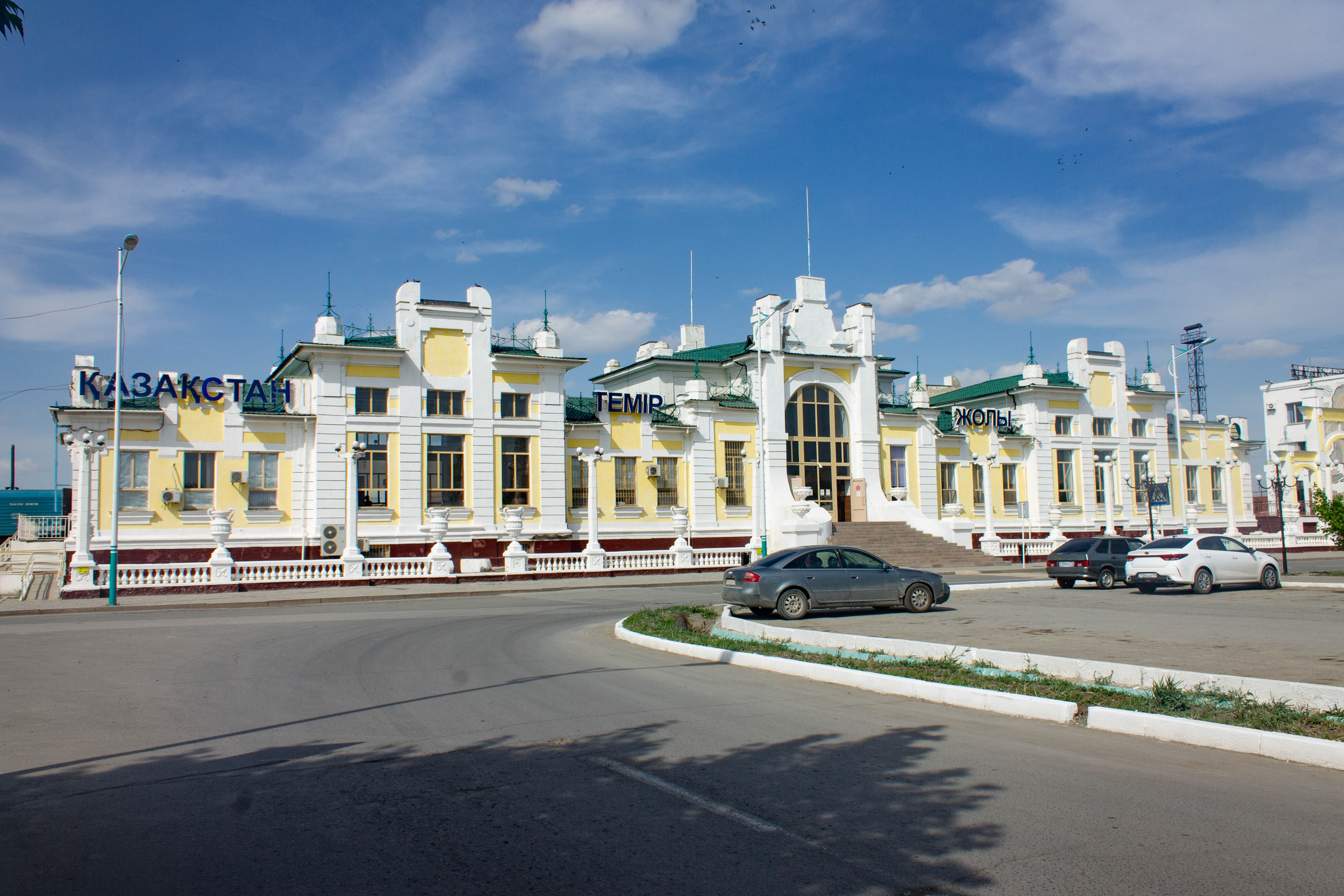
Железнодорожный вокзал
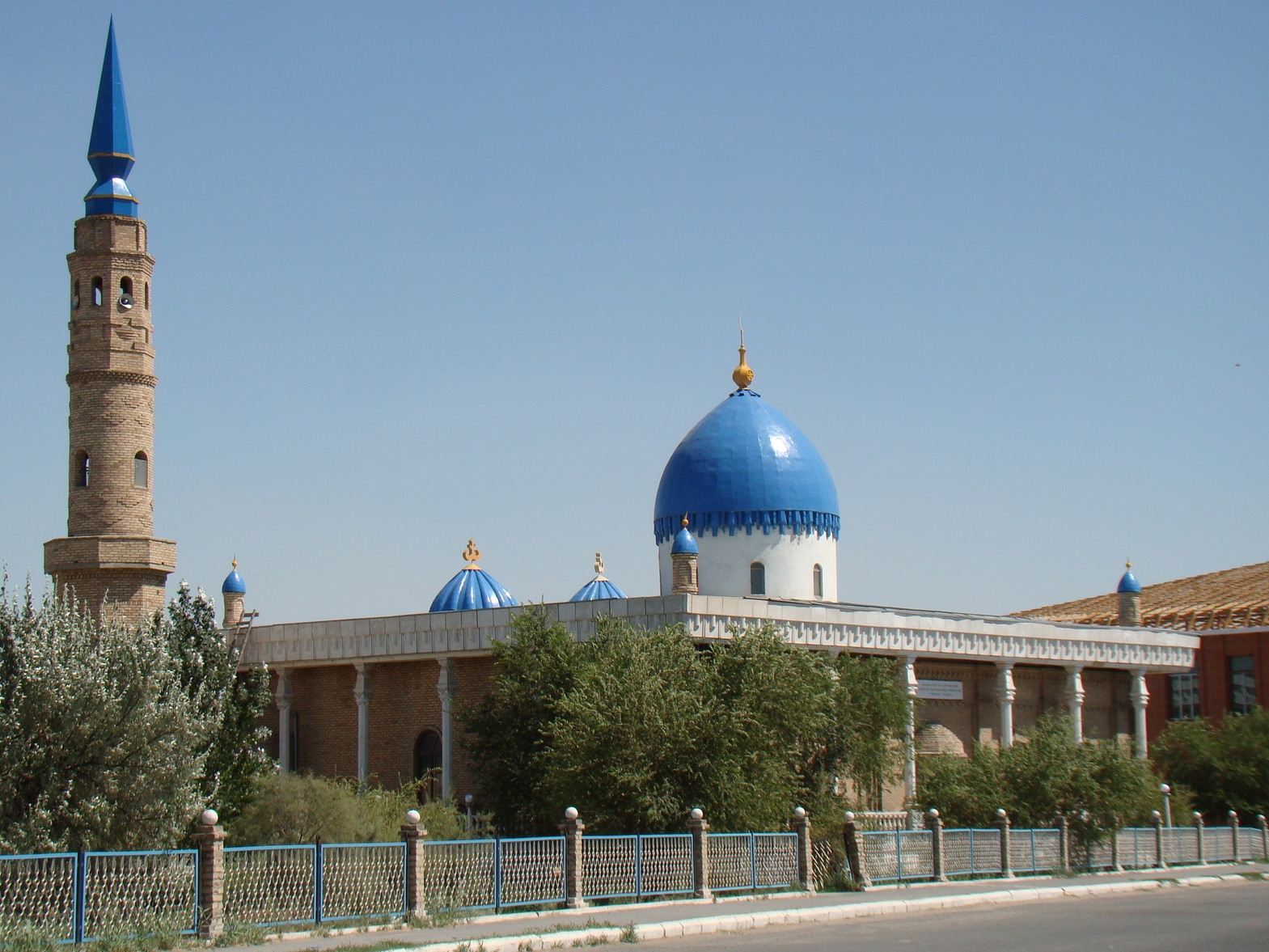
Мечеть Айтбая
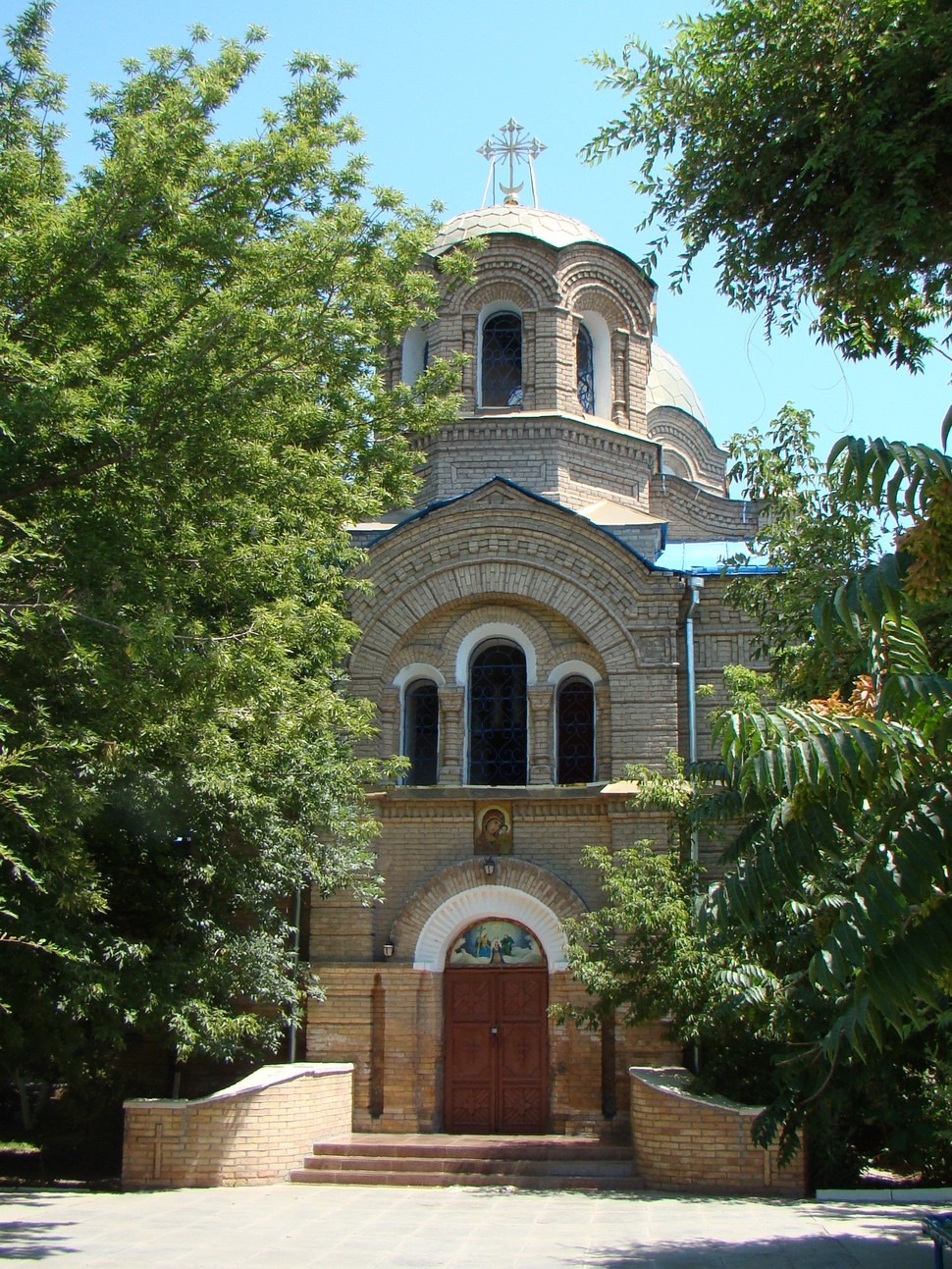
Свято-Казанский храм

## Природа
Город протянулся более чем на 10 км вдоль реки Сырдарьи (урез воды около 123 м над уровнем моря, ширина реки 150—200 м, глубина 2—5 м) и расположен на субгоризонтальной аккумулятивной равнине с абсолютными отметками 125—135 м. По берегам реки высота обрывов достигает 5—7 м. Вся территория занята долиной несудоходной реки Сырдарьи с многочисленными рукавами и протоками как естественными, так и искусственными, многие из которых зарегулированы и активно используются для орошения полей. К долине примыкают песчаные участки и такыры. Река богата рыбой. Русло реки неустойчивое, часто перемещается, образуя новые протоки и озёра-старицы, наполняющиеся водой весной и высыхающие в конце лета. Паводок длительный с сентября по март. Замерзает река в декабре, вскрывается в феврале-марте. Значительная часть окружающей город местности занята посевами риса, заливаемыми водой. С востока и юга на удалении от города 1—5 км имеются отдельные массивы грядово-бугристых закреплённых песков, высота гряд 2—8 м.

## Климат
Климат Кызылорды резко континентальный, с жарким сухим продолжительным летом и холодной короткой малоснежной зимой. Такой климатический режим обусловлен расположением области внутри евроазиатского материка, южным положением, особенностями циркуляции атмосферы, характером подстилающей поверхности и другими факторами. Континентальность климата проявляется в больших колебаниях метеорологических элементов, в их суточном, месячном и годовом ходе. Лето жаркое и продолжительное. Резких различий в температурах в этот период не наблюдается. Средняя температура июля +26…+29 °C. Абсолютный максимум температуры +44…+48 °C.
Открытость к северу позволяет холодным воздушным массам беспрепятственно проникать на территорию области и вызывать резкие похолодания, особенно зимой. Абсолютный минимум температуры воздуха достигает −41 °C. Период со средней суточной температурой воздуха выше 0 °C длится 240…280 дней. Среднегодовое количество их не превышает 100—190 мм и распределяется по сезонам года неравномерно: 60 % всех осадков приходится на зимне-весенний период. Сильные ветры зимой при низких температурах сдувают незначительный снежный покров с возвышенных частей рельефа, что вызывает глубокое промерзание и растрескивание верхних слоев почвы. В летнее время наблюдаются пыльные бури.
Растительная зона: полынно-боялычовая (северная) пустыня. Почвы такыровидные пустынные со вкраплениями солончаков, по берегам реки местами болотно-аллювиальные.
В пойме реки и на островах распространены заросли колючих кустарников и деревьев высотой 3—7 м (тугаи), имеются значительные участки луговой растительности. В понижениях, заливаемых сбросовыми водами с рисовых полей, а также вдоль проток, арыков и каналов обильно растёт камыш высотой до 5 м. Пустынная растительность представлена кустарниками (тамариск, джузгун) высотой до 2 м, полукустарниками (боялыч, биюргун, полынь) высотой до 0,5 м и травами (верблюжья колючка). Травяной покров в пустыне разреженный, зелёным бывает только весной, к началу июня трава выгорает.
Город плохо озеленён, травяной покров в основном незначителен, имеется большое количество деревьев (тополь, ясень, джида, тамариск, ива, абрикос, персик, груша) высотой 3—10 м; в летний период производится полив зелёных насаждений посредством стационарных оросительных систем (каскад труб) и водогонных канав (арыков).
| Показатель                                                                | Янв.  | Фев.  | Март | Апр. | Май  | Июнь | Июль | Авг. | Сен. | Окт.  | Нояб. | Дек. | Год   |
| ------------------------------------------------------------------------- | ----- | ----- | ---- | ---- | ---- | ---- | ---- | ---- | ---- | ----- | ----- | ---- | ----- |
| Абсолютный максимум, °C                                                   | 15,2  | 21,4  | 30,7 | 39,3 | 41,4 | 44,6 | 46,0 | 44,7 | 42,0 | 34,3  | 26,0  | 17,2 | 46,0  |
| Средний суточный максимум, °C                                             | −2,5  | 0,2   | 8,8  | 20,3 | 27,2 | 32,9 | 34,3 | 32,6 | 26,1 | 17,4  | 7,2   | −0,3 | 17,0  |
| Средняя температура, °C                                                   | −6,8  | −5    | 2,7  | 13,3 | 20,3 | 26,1 | 27,8 | 25,7 | 18,6 | 10,2  | 1,9   | −4,7 | 10,8  |
| Средний суточный минимум, °C                                              | −10,3 | −9,2  | −2,2 | 6,9  | 13,2 | 18,8 | 20,8 | 18,6 | 11,7 | 4,0   | −2,3  | −8,2 | 5,2   |
| Абсолютный минимум, °C                                                    | −33   | −33,9 | −26  | −8   | −0,8 | 7,2  | 10,9 | 6,0  | −1   | −12,6 | −25,1 | −31  | −33,9 |
| Норма осадков, мм                                                         | 19    | 15    | 17   | 16   | 16   | 10   | 6    | 4    | 4    | 10    | 17    | 17   | 151   |
| Источник: Погода и Климат. pogoda.ru.net. Дата обращения: 27 апреля 2025. |       |       |      |      |      |      |      |      |      |       |       |      |       |

## Главы города
| Первые секретари горкома 1. Баракбаев, Ажмагамбет 02.1950-09.1954 2. Тасбулатов, Кунакбай 28.09.1954-20.07.1961 3. Шевченко, Александра Тимофеевна 20.07.1961-21.11.1963 4. Шевцов, Александр Иннокентьевич 11.1963-29.04.1970 5. Ковалёв, Владимир Георгиевич 15.06.1970-03.08.1978 6. Калиев, Идрис Калиевич 20.09.1978-29.11.1982 7. Айдосов, Абылай Хангереевич 29.11.1982-24.10.1985 8. Туровский, Эдуард Иванович 17.12.1985-31.05.1988 9. Долгих, Владимир Алексеевич 01.06.1988-15.12.1991 | Председатели горисполкома 1. Аскаров, Абен Аскарович ~1967~ 2. Абзалиев, Амангельды (1985—1989) 3. Калыбаев, Абдиржан Калыбаевич (1988—1992) | Акимы 1. Калыбаев, Абдиржан Калыбаевич (1992—1994) 2. Шарипов, Жарылкасын (1994—1996) 3. Досманбетов, Бакберген Сарсенович (декабрь 1996 — декабрь 1999) 4. Баймаханов, Кожахмет Мадибаевич (декабрь 1999 — май 2004) 5. Удербаев, Мурат Прмагамбетович (май 2004 — 23 мая 2005) 6. Кушербаев, Айтбай Елеуович (май 2005 — 7 ноября 2005) 7. Онгарбаев, Имамадин Закирович (7 ноября 2005 — 15 февраля 2007) 8. Кожаниязов, Серик Салаватович (15 февраля 2007 — июнь 2008) 9. Ергешбаев, Мурат Нальхожаевич (июль 2008 — июнь 2010) 10. Жайымбетов, Мархабат Жайымбетович (июнь 2010 — февраль 2013) 11. Налибаев, Нурлыбек Машбекович (февраль 2013 — апрель 2021) 12. Казантаев, Ганибек Конысбекович (c 8 апреля 2021 — 4 апреля 2022) 13. Шаменов, Асылбек Омирбекулы (с 4 апреля 2022) |

## Города-побратимы
- Актау (Казахстан).
- Оренбург (Россия).
- Нукус (Узбекистан).
- Зарафшан (Узбекистан).
- Учкудук (Узбекистан).
- Газли (Узбекистан).
- Ножан-сюр-Марн (Франция).

## Известные люди
В городе родились:
- Абдильда Тажибаев (каз. Әбділда Тәжібаев; 1909—1998) — казахский советский поэт и драматург, казахский комсомольский поэт.
- Абдижамил Нурпеисов (каз.Әбдіжәміл Нұрпейісов) — советский казахский писатель и переводчик, внёсший большой вклад в казахскую литературу.
- Аскар Токмаганбетов — казахский поэт, писатель.
- Илья Ильин (1988) — казахстанский тяжелоатлет, двукратный олимпийский чемпион (2008 Пекин, 2012 Лондон), четырёхкратный чемпион мира по тяжёлой атлетике (2005, 2006, 2011, 2014).
- Мадина Садвакасова — казахская поп-певица, победительница молодёжного конкурса «Жас Канат» (1999), заслуженный деятель Казахстана (2011).
- Сабира Майканова (1914—1995) — казахская актриса, народная артистка СССР (1970).
- Рустем Сейдалин (1927—2015) — советский и казахский архитектор, лауреат Государственной премии СССР (1982).
- Раззак Хамраев (1910—1981) — узбекский актёр, режиссёр, народный артист СССР (1969).
- Батырхан Шукенов (1962—2015) — советский, российский и казахский певец, саксофонист и солист группы «А’Студио» (до 2000 года), заслуженный деятель искусств Казахстана (2010).
- Гульжан Накипова (1991) — казахская спортсменка, мастер спорта по джиу-джитсу.
- Михаил Кылварт (род. 24 ноября 1977 года) — эстонский спортсмен, общественный деятель, политик, мэр города Таллина с 11 апреля 2019 года.
- Жанар Дугалова (род. 18 января 1987) — казахстанская поп-певица и актриса. Заслуженный деятель Казахстана (2015). Победительница музыкального конкурса Тюрквидение-2014.
- Асхат Тагибергенович Тагыберген (род. 9 августа 1990) — казахстанский футболист, полузащитник и капитан казахстанского клуба «Ордабасы» и сборной Казахстана. Четырёхкратный чемпион Казахстана в составе «Актобе» (2013), «Астаны» (2016, 2017), «Тобола» (2021).
- Агаев, Ваха Абуевич (15 марта 1953 — 23 сентября 2020) — предприниматель и политический деятель, депутат Государственной Думы Федерального собрания Российской Федерации VI и VII созывов от политической партии «КПРФ»[23].

## Галерея

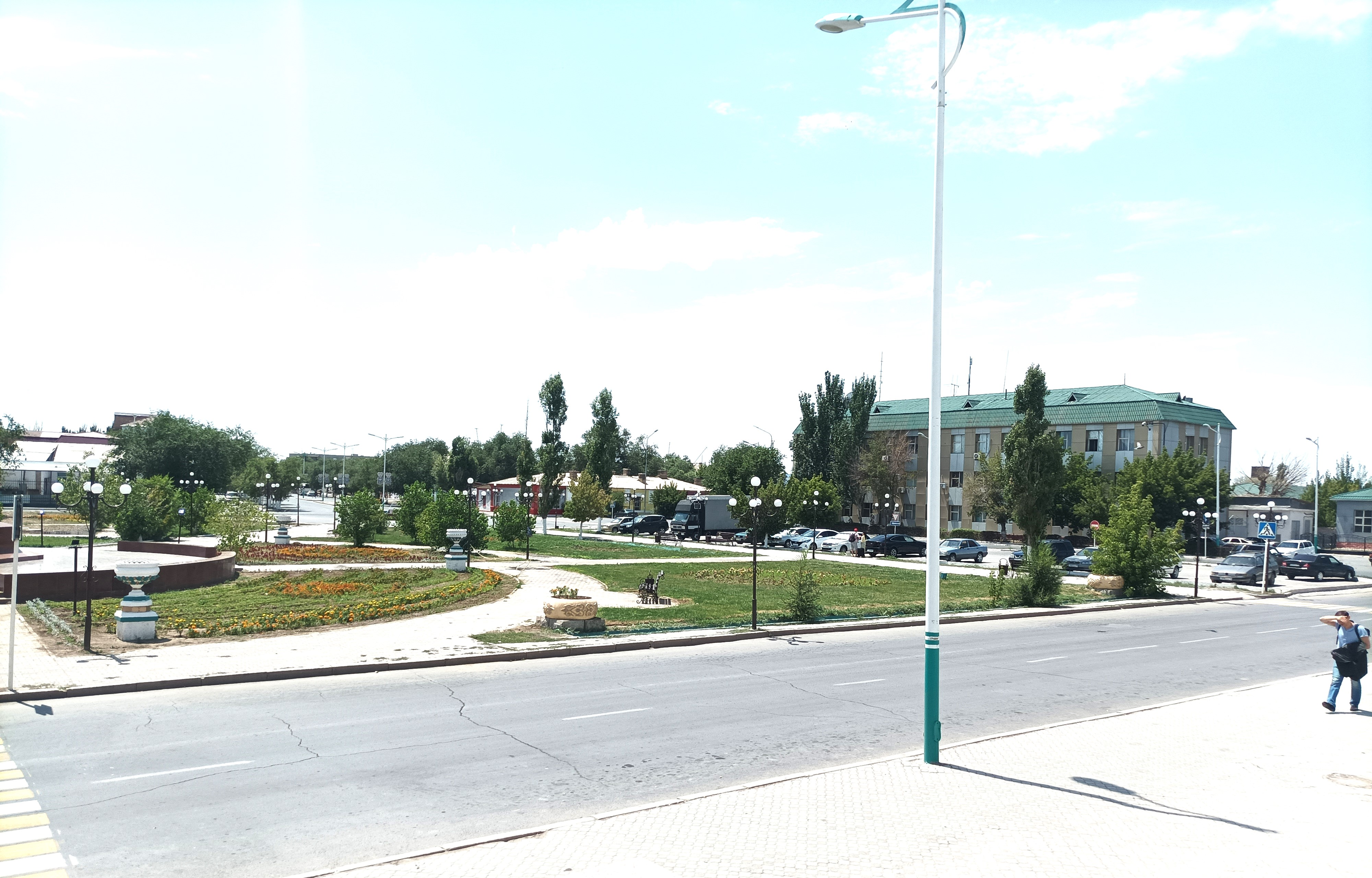
Привокзальная площадь
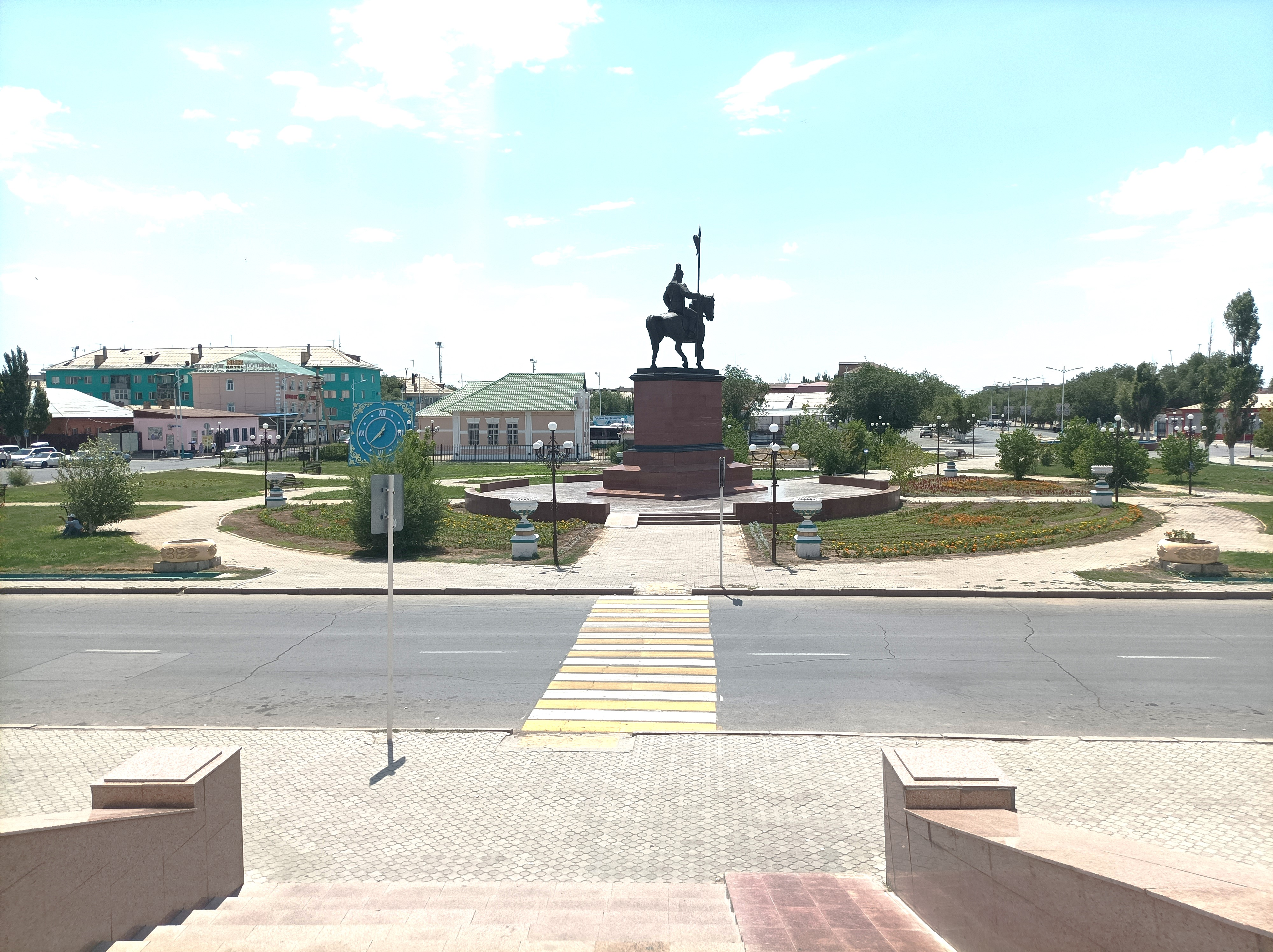
Привокзальная площадь
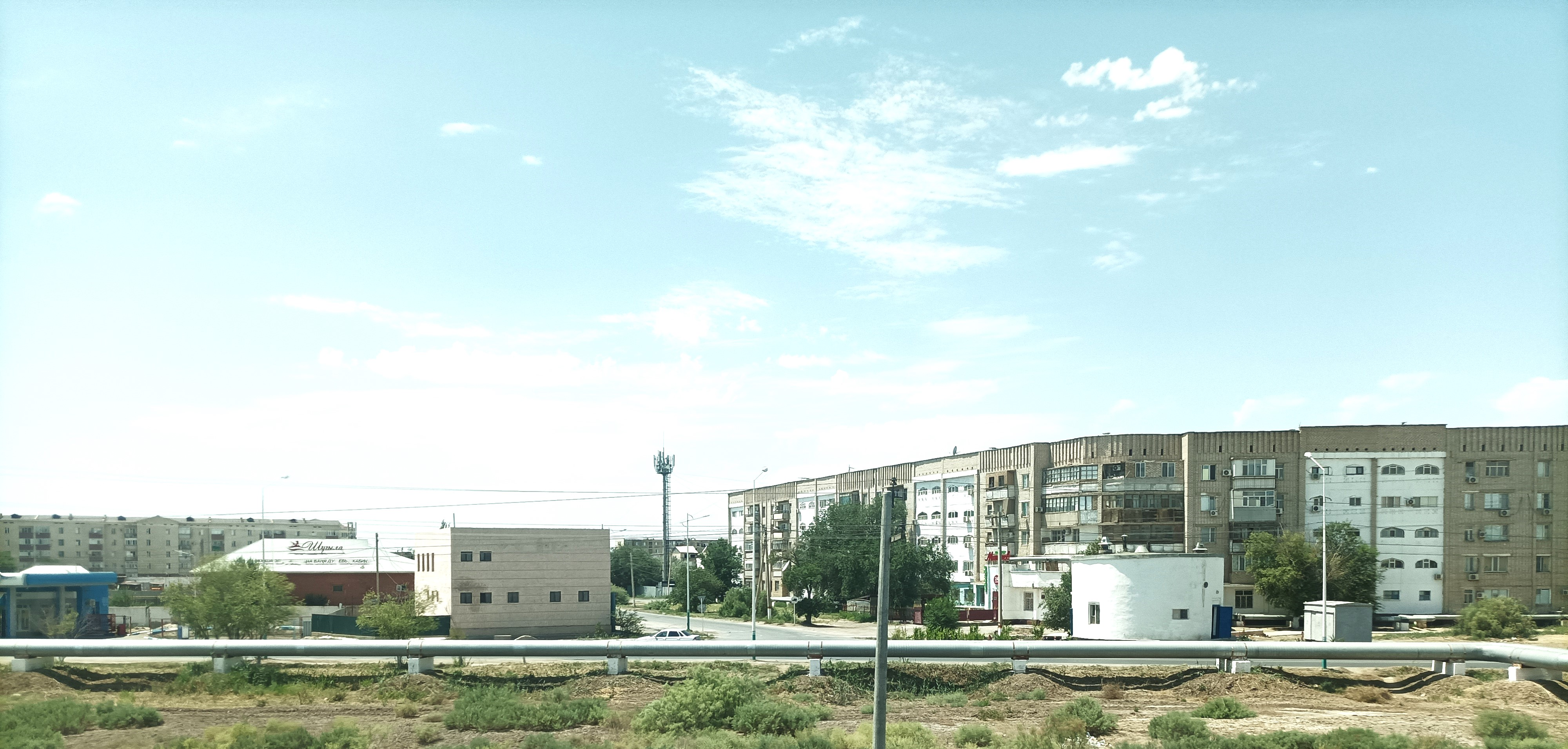
Кызылорда
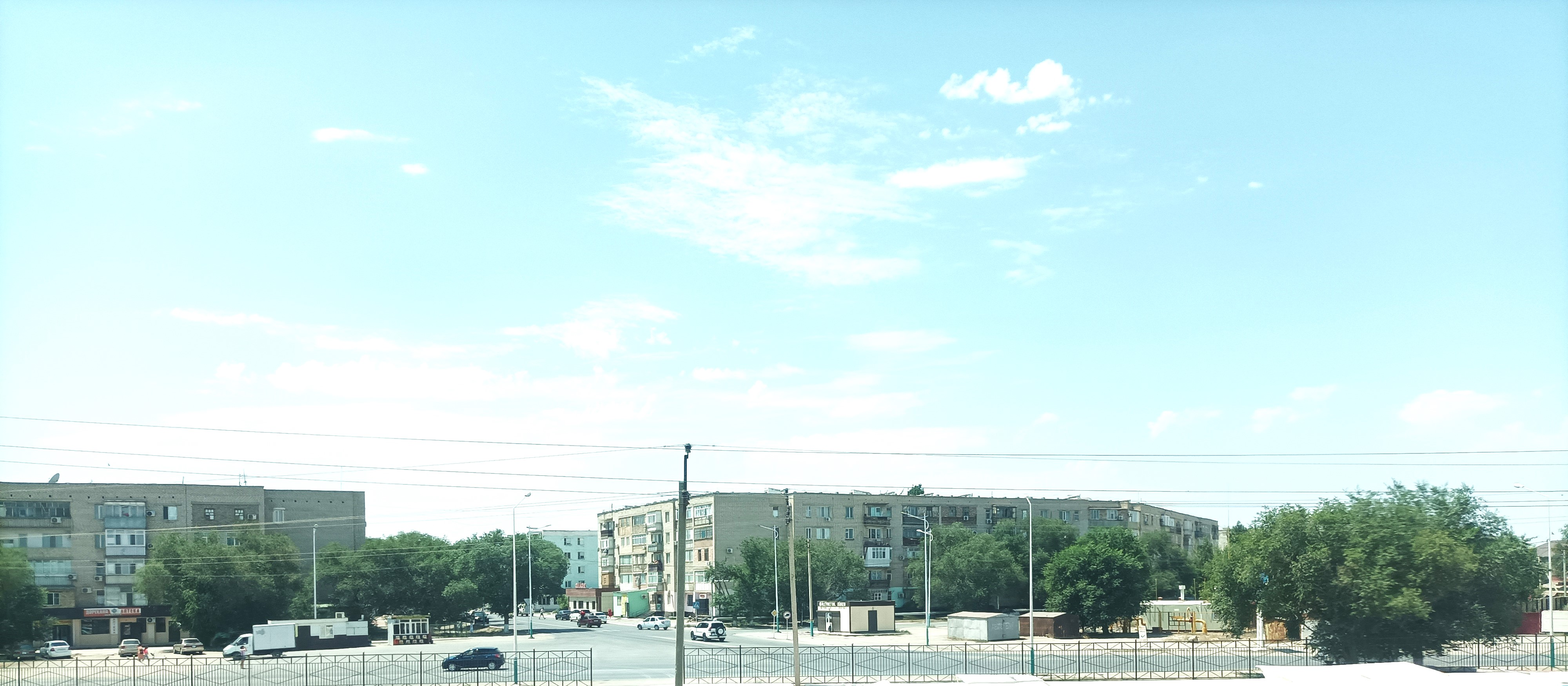
Микрорайон
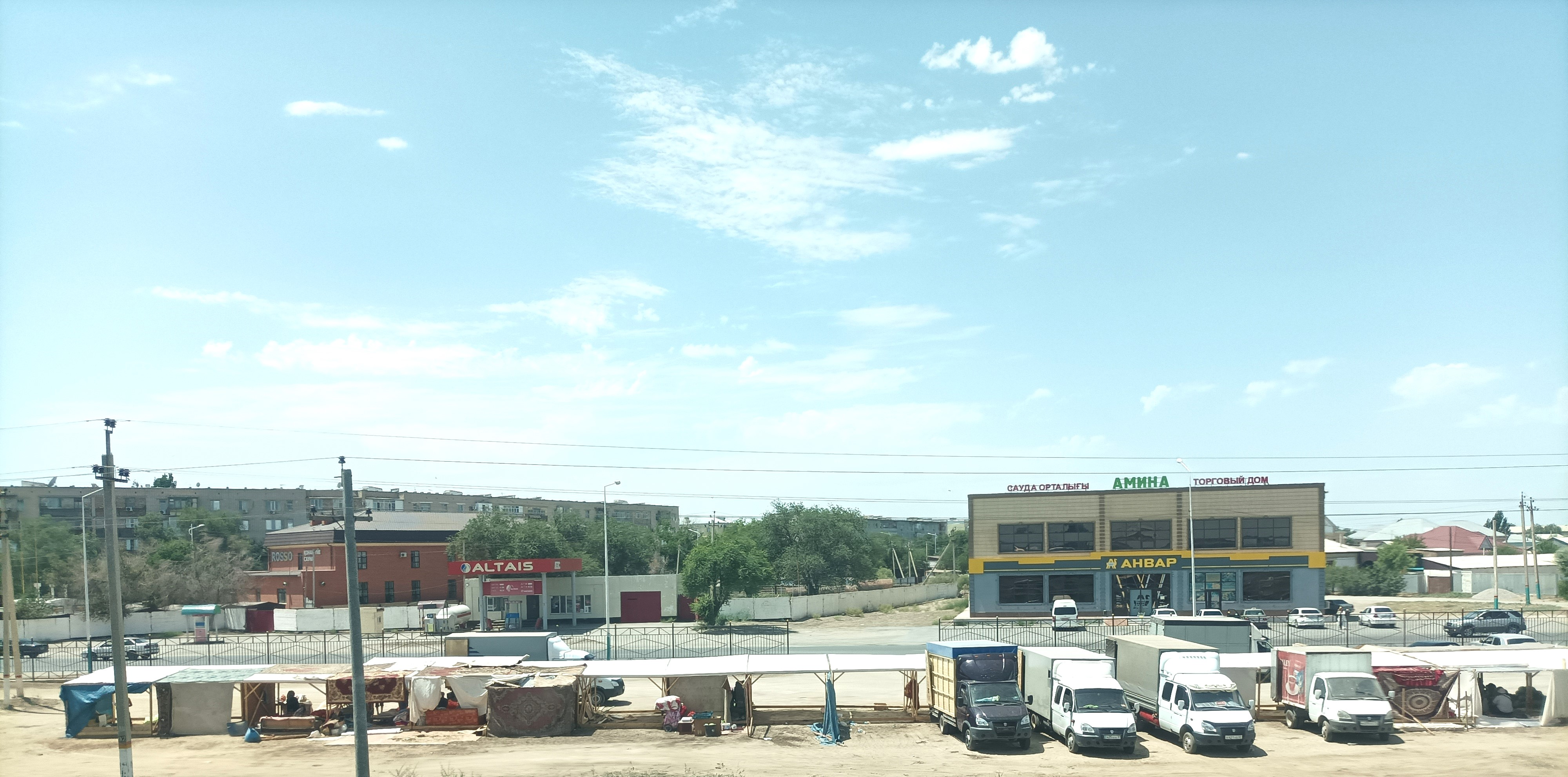
Торговый дом